# Bizagi
Bizagi Process Modeler es un Freemium utilizado para diagramar, documentar y simular procesos usando la notación estándar BPMN (Business Process Modeling Notation).
Bizagi BPM Suite es una solución de Gestión de procesos de negocio (BPM) que le permite a las organizaciones ejecutar/automatizar procesos o flujos de trabajo (workflows). Existe una edición de nivel de entrada (Xpress Edition) y dos ediciones corporativas (Enterprise .NET y Enterprise JEE).
Bizagi Limited es una compañía colombiana privada establecida en 1989, y su nombre significa Agilidad de Negocio (Business Agility).

## Características
- Bizagi Process Modeler

Bizagi Process Modeler es un modelo de software tipo Freemium para diagramar, documentar y simular procesos de manera gráfica en un formato estándar conocido como BPMN (Business Process Modeling Notation). Los procesos y su documentación correspondiente pueden exportarse a Word, PDF, Visio, la web o SharePoint para compartirlos y comunicarlos.
- Bizagi BPM Suite

La Suite consiste de dos herramientas: Bizagi Studio, el módulo de construcción, y Bizagi BPM Server para ejecución y control.
En Bizagi Studio el usuario define el modelo asociado al proceso de negocio (flujograma, reglas de negocio, interfaz de usuario, etc) para la ejecución del mismo. Los modelos se guardan en una base de datos y son utilizados posteriormente en la ejecución por Bizagi BPM Server. Bizagi BPM Server ejecuta un Portal de Trabajo para los usuarios finales en un PC o cualquier dispositivo móvil.
Bizagi BPM Suite tiene varias características como: Seguimiento y monitoreo, alarmas y notificaciones, análisis de desempeño y reportes, auditoría y trazabilidad, enrutamiento de la carga de trabajo y movilidad. Bizagi BPM Suite se puede integrar con sistemas CRM y ERP.

## Aplicaciones/usos
Bizagi permite automatizar procesos complejos. Ha puesto a disposición de la comunidad un conjunto de plantillas de procesos ejecutables que se pueden descargar del sitio web. Las plantillas incluyen Mesa de ayuda, Seis Sigma, Solicitud de créditos personales, Solicitud de pólizas de automóvil, Proceso transaccional, entre otras.

## Reconocimientos y premios
- Incluido en el reporte de Strong Performer by Forrester Research, Inc., in the Forrester Wave™: BPM Suites, Q1 2013.[6]
- Incluido en el reporte de Cool Vendors de BPMS de Gartner.[7]
- Ubicado en el cuadrante mágico (Magic Quadrant) para BPMS, una evaluación actualizada de los 25 principales proveedores que ofrecen suites de BPM (BPMS) multi-regionales y para todas las industrias.[8][9]

- Premio Oro por "Excellence in BPM & Workflow in North America, 2012".[10]
- 2 premios Oro por "Best BPM Project in the Middle-East Africa and Pacific Rim regions".[11]
- 2 premios Oro por "Best BPM project in Europe"[12][13]
- Premio Oro por "Excellence in BPM & Workflow in South and Central America, 2012".[10]
- Premio Oro por "Best BPM project in South and Central America"[14]